# Châu Hưng Triết
Châu Hưng Triết (tiếng Trung: 周興哲; bính âm: Zhōu Xīngzhé, sinh ngày 22 tháng 6 năm 1995) là một ca sĩ-nhạc sĩ người Đài Loan. Anh được mệnh danh là "ông hoàng thất tình" của Đài Loan với những ca khúc ballad như "How Have You Been" và "Let's Not Be Friends In The Future".

## Tiểu sử
Anh sinh ra và lớn lên ở Đài Loan, sau đó chuyển đến Boston, Mỹ lúc 12 tuổi, và sau đó trở lại Đài Loan năm 18 tuổi. Ở Mỹ, anh học ở Fay School và Northfield Mount Hermon School. Anh có người em trai tên là James và anh trai là Alex (周予天) cũng là ca sĩ kiêm sáng tác nhạc.
Anh thường chơi piano cổ điển khi anh còn nhỏ. Vì có đam mê với âm nhạc nên anh rất thích sáng tác. Nguồn cảm hứng sáng tác của anh đến từ phim truyền hình và kinh nghiệm chính bản thân anh hoặc những người bạn.

## Sự nghiệp
Anh được công ty quản lý phát hiện khi anh trình diễn và hát tại đám cưới của chú mình.
Vào năm 19 tuổi, anh ra mắt ca khúc My Way to Love (學著愛), anh tự sáng tác album bao gồm 7 bài hát, vào tháng 12 năm 2014. Anh đã phát hành album studio 'What Love Has Taught Us (愛，教會我們的事), bao gồm 10 ca khúc, vào tháng 8 năm 2016.
Anh từng biểu diễn tại Rock On! 2017, countdown party lớn nhất tại Singapore, vào ngày 31 tháng 12 năm 2016.
Anh phát hành album thứ ba của mình, "The Chaos After You" ngày 15 tháng 12 năm 2017, bao gồm 10 bài hát.

## Danh sách đĩa nhạc

### Đĩa mở rộng
| Thông tin album                                                                                | Danh sách bài hát                                                                   |
| ---------------------------------------------------------------------------------------------- | ----------------------------------------------------------------------------------- |
| Freedom - EP - Phát hành: 10 tháng 1 năm 2019 - Nhãn hiệu: Sony Music Entertainment Taiwan Ltd | Danh sách bài hát 1. Old Days 2. Nobody But Me 3. 怎麼了 4. 至少我还记得 5. Freedom |

### Album
| Thông tin album | Danh sách bài hát |
| --- | --- |
| My Way To Love - Album phòng thu - Phát hành: 19 tháng 12 năm 2014 - Nhãn hiệu: Sony Music Entertainment Taiwan Ltd        | Danh sách bài hát 1. 學著愛 2. 以後別做朋友 3. 在你耳邊說 4. 跟鋼琴說話 5. 怎麼好意思 6. 愛情導演 7. 愛在聖誕 8. 會飛的想念 9. 音樂快門 10. 再愛你 11. Come Out Your Way 12. 學著愛 (私藏鋼琴版)                            |
| What Love Has Taught Us - Album phòng thu - Phát hành: 5 tháng 8 năm 2016 - Nhãn hiệu: Sony Music Entertainment Taiwan Ltd | Danh sách bài hát 1. 負一分鐘 2. Let It Go 3. 明明 4. 你,好不好?(TVBS連續劇《遺憾拼圖》片尾曲) 5. This Is Love 6. No One Like You 7. 我愛的那種 8. 愛情教會我們的事 9. 認定 10. 想回到那一天 (電視劇《奇妙的時光之旅》插曲) |
| The Chaos After You - Album phòng thu - Phát hành: 15 tháng 12 năm 2017 - Nhãn hiệu: Sony Music Entertainment Taiwan Ltd   | Danh sách bài hát 1. Without Her 2. 易碎品 3. Another You 4. 如果雨之後 5. I See You Everywhere 6. 永不失聯的愛 7. 快樂一次擁有 8. 同義詞 9. 黏黏 10. 我知道要微笑                                                          |
| Freedom - Album phòng thu - Phát hành: 24 tháng 12 năm 2019 - Nhãn hiệu: Sony Music Entertainment Taiwan Ltd               | Danh sách bài hát 1. Old Days 2. Room for You 3. 怎么了 4. Something about LA 5. Nobody But Me 6. 至少我还记得 (《天堂的微笑》插曲) 7. I Don't Mind 8. 一样美丽 (粉红丝带宣导活动主题曲) 9. 终于了解自由                    |
| When We Were Young - Album phòng thu - Phát hành: 7 tháng 1 năm 2020 - Nhãn hiệu: Sony Music Entertainment Taiwan Ltd      | Danh sách bài hát 1. In the Works 2. 小时候的我们 3. 受够 4. Me and You 5. That's Why I Like You 6. Rollercoasters 7. 相信爱 8. That's All (Explicit) 9. Something About You 10. 我很快乐 11. 其实你并没那么孤单            |

## Điện ảnh

### Phim truyền hình
| Năm  | Tên tiếng Anh             | Tên gốc          | Vai trò   | Ghi chú                      |
| ---- | ------------------------- | ---------------- | --------- | ---------------------------- |
| 2014 | The Way We Were           | 16個夏天         | Chính anh | Khách mời; tập 4, 10, 14, 16 |
| 2018 | The Elfin's Golden Castle | 小妖的金色城堡   | Lin Nanyi | Webseries                    |
| 2019 | Girl's Power              | 女兵日記女力報到 | Chính anh | Khách mời                    |

### Chương trình truyền hình
| Năm  | Tên tiếng Anh  | Tên gốc  | Vai trò   | Ghi chú                       |
| ---- | -------------- | -------- | --------- | ----------------------------- |
| 2018 | Chao Yin Idols | 潮音战纪 | Chính anh | Idol Partnership Reality Show |

### Phim
| Năm  | Tên tiếng Anh    | Tên gốc            | Vai trò | Ghi chú   |
| ---- | ---------------- | ------------------ | ------- | --------- |
| 2016 | Love, Meet again | 又見麵，幸福的味道 | A-zhe   | Phim ngắn |

## Lưu diễn
Tour lưu diễn
- This Is Love (2016-2017)
- 22 TWENTY TWO (2017)
- 22 Plus (2018)[13][14]
- How Have You Been (2019)[15][16]
- How Have You Been Deluxe (2021)

## Giải thưởng và đề cử
| Năm  | Giải thưởng                            | Thể loại                            | Đề cử                             | Kết quả   | Tham khảo     |
| ---- | -------------------------------------- | ----------------------------------- | --------------------------------- | --------- | ------------- |
| 2015 | 5th Global Chinese Golden Chart Awards | Nghệ sĩ mới xuất sắc (Giải đồng)    | Châu Hưng Triết (Eric Chou)       | Đoạt giải | [ 17 ] [ 18 ] |
| 2016 | Hito Music Awards                      | Nghệ sĩ mới phổ biến (nam)          | Châu Hưng Triết (Eric Chou)       | Đoạt giải | [ 19 ] [ 20 ] |
| 2016 | Billboard Radio China                  | Top 10 cac khúc tiếng Trung của năm | "How Have You Been?" (你,好不好?) | Đoạt giải | [ 21 ]        |
| 2017 | 12th KKBOX Music Awards                | Nghệ sĩ của năm                     | "How Have You Been?" (你,好不好?) | Đoạt giải | [ 22 ]        |
| 2018 | Hito Music Awards                      | friDay Digital Song                 | "The Chaos After You"             | Đoạt giải | [ 23 ]        |
| 2018 | Hito Music Awards                      | Nghệ sĩ nổi bật nhất                | Châu Hưng Triết (Eric Chou)       | Đoạt giải | [ 23 ]        |
| 2019 | 14th KKBOX Music Awards                | Nghệ sĩ của năm                     | "The Chaos After You"             | Đoạt giải |               |
| 2020 | 15th KKBOX Music Awards                | Nghệ sĩ của năm                     | "Freedom"                         | Đoạt giải | [ 24 ]        |

## Liên kết
- Eric Chou tại Sony Music Taiwan
- Eric Chou trên Instagram
- Eric Chou trên Facebook